# Carpophthoromyia amoena
Carpophthoromyia amoena är en tvåvingeart som beskrevs av Günther Enderlein 1920. Carpophthoromyia amoena ingår i släktet Carpophthoromyia och familjen borrflugor. Inga underarter finns listade.